# Tim Steens

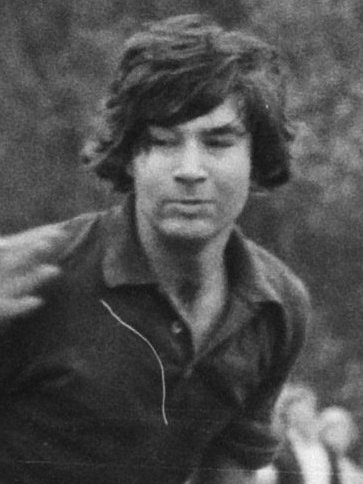
Tim Steens (1976)

Timotheus „Tim“ Bernardus Steens (* 13. Dezember 1955 in Rotterdam) ist ein ehemaliger niederländischer Hockeyspieler, der 1988 Olympiadritter und 1978 Weltmeisterschaftszweiter war. 1978 war er Europameisterschaftszweiter und 1983 Europameister.

## Sportliche Karriere
Der Mittelfeldspieler Tim Steens bestritt von 1975 bis 1988 162 Länderspiele für die niederländische Nationalmannschaft, in denen er 12 Tore erzielte.
Bei den Olympischen Spielen 1976 in Montreal war Steens nur im Spiel gegen Kanada dabei. Die Niederländer erreichten am Ende den vierten Platz. Bei der Weltmeisterschaft 1978 in Buenos Aires belegten die Niederländer in ihrer Vorrundengruppe den zweiten Platz hinter Pakistan. Nach einem 3:2-Sieg im Halbfinale über die Australier trafen die Niederländer im Finale erneut auf Pakistan und unterlagen mit 2:3. Tim Steens erzielte seinen einzigen Treffer des Turniers im Vorrundenspiel gegen Irland. Bei der Europameisterschaft 1978 in Hannover wirkte Tim Steens in sieben Spielen mit, schoss aber kein Tor. Auch hier erreichte die niederländische Mannschaft das Finale, verlor aber dann in der Verlängerung gegen die deutsche Mannschaft. 1980 verpasste Tim Steens seine zweite Olympiateilnahme wegen des Olympiaboykotts.
1982 bei der Weltmeisterschaft in Bombay erreichten die Niederländer als Gruppenzweite der Vorrunde das Halbfinale und unterlagen dann Pakistan mit 2:4. Das Spiel um den dritten Platz gegen Australien endete nach Verlängerung ebenfalls 2:4. Tim Steens war in sieben Spielen dabei und erzielte keinen Treffer. Auch 1983 bei der Europameisterschaft in Amsterdam war Tim Steens in sieben Spielen dabei. Die Niederländer gewannen ihre Vorrundengruppe vor der Mannschaft aus der Sowjetunion. Nach einem 4:1-Halbfinalsieg gegen Deutschland nach Verlängerung trafen die Niederländer im Finale erneut auf die sowjetische Mannschaft. Am Ende der regulären Spielzeit stand es 2:2 und nach der Verlängerung 4:4, wobei Tim Steens den vierten Treffer der Niederländer erzielt hatte. Die Niederländer siegten schließlich im Siebenmeterschießen.
Nach fünf Jahren Länderspielpause kehrte er 1988 noch einmal zurück ins Nationalteam. Bei den Olympischen Spielen 1988 in Seoul wurde er im Vorrundenspiel gegen Australien eingesetzt und bestritt nach zwölf Jahren sein zweites Spiel bei Olympischen Spielen. Die niederländische Mannschaft erreichte den dritten Platz, für seinen Vorrundeneinsatz wurde auch Tim Steens mit der Bronzemedaille geehrt. Das Spiel gegen Australien war sein letztes Länderspiel.
Tim Steens spielte beim HC Klein Zwitserland in Den Haag und war mit dieser Mannschaft mehrfach niederländischer Meister. Er ist der jüngere Bruder von Ron Steens.